# Аркаїм
Аркаїм — давнє городище на східних схилах Уральських гір на річці Велика Караганка (Брединський район, Челябінська область, Росія). У перекладі з тюркського означає «хребет, спина, основа». Вигляд згори нагадує спіраль. Датується XVII — XVI сторіччями до н. е. 

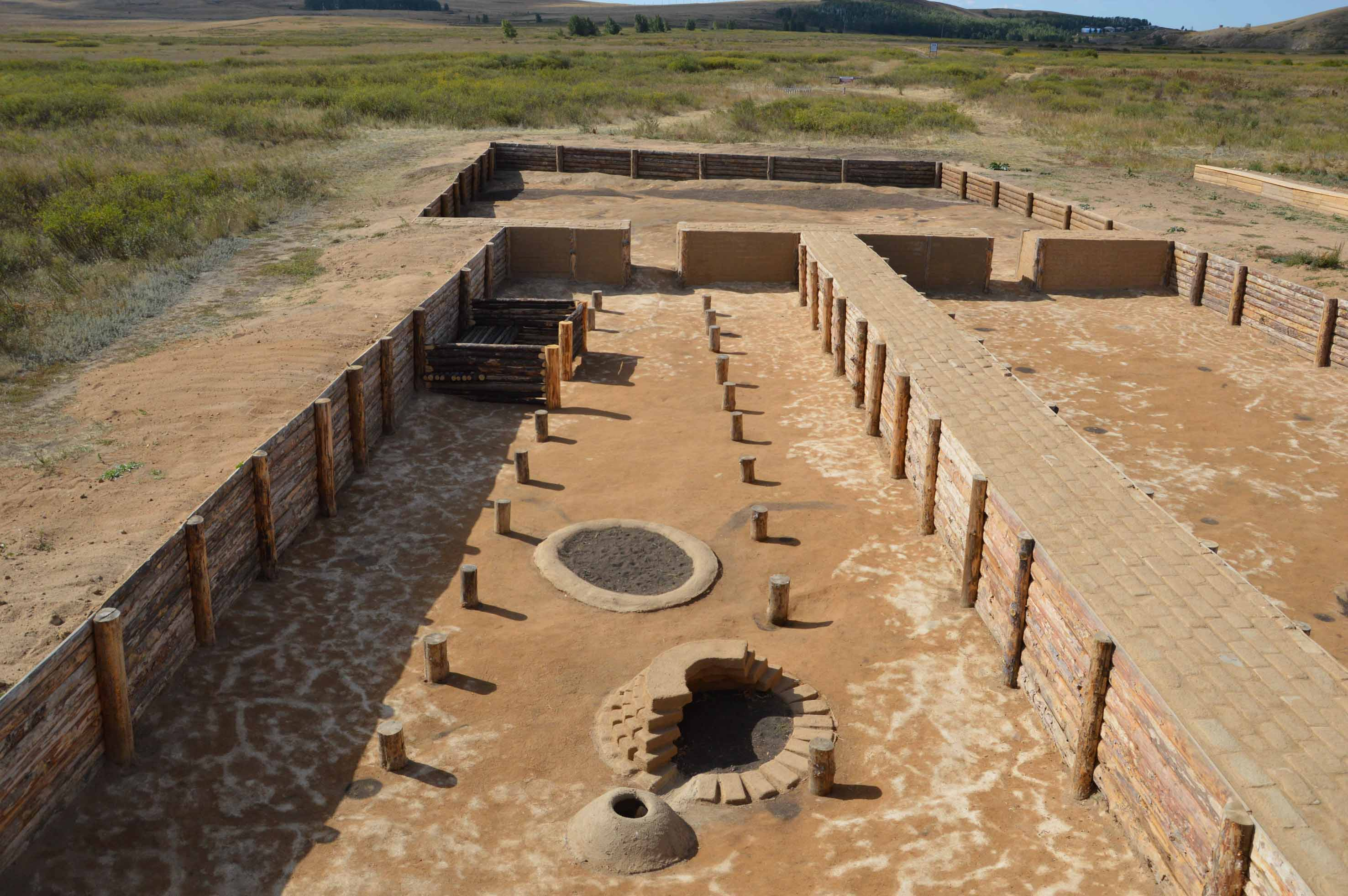
Музеїфікований розкоп двох осель

Городище являло собою два вписані одне в одне кола оборонних споруд і два кола, які примкнули до замкових стін, осель та виробничих будівель (загальною площею близько 20 тисяч м²), які прилягали до стін фортеці. 
Основним заняттям населення було металургійне виробництво й металообробка, про що свідчать виявлені плавильні печі, ливарні форми, сопла, шлаки, молоти й ковадла. Високий рівень виробництва гармонував з архітектурною досконалістю поселення: кільцеві лінії мали один центр (головну площу), куди сходилися радіальні вулиці; чотири входи було орієнтовано по чотирьох вітрах.
Також наявна і інша точка зору на вагомість і класифікацію археологічної пам'ятки. Згідно з цим науковим підходом, Аркаїм – це маленький сакральний центр невеликого родинного клану.